# Boris Céspedes
Boris Adrián Céspedes, född 19 juni 1995, är en boliviansk fotbollsspelare som spelar för Yverdon Sport.

## Klubbkarriär

### Servette FC
Céspedes debuterade för Servette FC i Challenge League den 12 augusti 2013 i en 3–0-förlust mot FC Schaffhausen, där han blev inbytt i den 56:e minuten mot Neven Marković. Céspedes gjorde sitt första mål den 1 september 2013 i en 4–1-vinst över FC Lugano. Totalt spelade 10 matcher och gjorde ett mål i Challenge League under säsongen 2013/2014.
Säsongen 2014/2015 spelade Céspedes fem matcher i Challenge League samt var utlånad till Étoile Carouge, där han spelade 12 matcher och gjorde fyra mål i Promotion League. I juli 2015 förlängde Céspedes sitt kontrakt i Servette med två år. Följande säsong blev Servette tvångsnedflyttade till Promotion League, där han spelade tre matcher. Céspedes var även under denna säsong utlånad till Étoile Carouge, där han spelade åtta matcher och gjorde ett mål.
Säsongen 2016/2017 spelade Céspedes 14 matcher och gjorde två mål i Challenge League. Följande säsong spelade han 16 matcher och gjorde ett mål. Säsongen 2018/2019 spelade Céspedes 17 matcher och gjorde ett mål då Servette blev uppflyttade till Schweiziska superligan. Han gjorde tre mål på 28 matcher under sin debutsäsong i högstadivisionen. I februari 2020 förlängde Céspedes sitt kontrakt i Servette med två år. Säsongen 2020/2021 spelade han 27 matcher och gjorde ett mål.

### Yverdon Sport
Den 3 juli 2023 värvades Céspedes av Yverdon Sport, där han skrev på ett tvåårskontrakt.

## Landslagskarriär
Céspedes har dubbel nationalitet (Schweiz och Bolivia). Han spelade som ung för Schweiz U16, U18 och U19-landslag.
Céspedes debuterade för Bolivias landslag den 9 oktober 2020 i en 5–0-förlust mot Brasilien, där han blev inbytt i halvlek mot Fernando Saldías. Han gjorde sin första match som startspelare samt sitt första mål den 17 november 2020 i en 2–2-match mot Paraguay i kvalet till VM 2022.

### Landslagsmål
| Nr | Datum            | Arena                                            | Motståndare | Mål | Resultat | Tävling             |
| -- | ---------------- | ------------------------------------------------ | ----------- | --- | -------- | ------------------- |
| 1  | 17 november 2020 | Estadio Defensores del Chaco, Asunción, Paraguay | Paraguay    | 2–1 | 2–2      | Kvalet till VM 2022 |